# Huangjindong (sockenhuvudort i Kina, Hunan Sheng, lat 28,65, long 114,05)
Huangjindong är en sockenhuvudort i Kina. Den ligger i provinsen Hunan, i den södra delen av landet, omkring 120 kilometer nordost om provinshuvudstaden Changsha. Antalet invånare är 4 354. Befolkningen består av 2 045 kvinnor och 2 309 män. Barn under 15 år utgör 18,0 %, vuxna 15-64 år 73 %, och äldre över 65 år 8,0 %.
Runt Huangjindong är det ganska tätbefolkat, med 75 invånare per kvadratkilometer. Närmaste större samhälle är Qiping, 14,6 km öster om Huangjindong. I omgivningarna runt Huangjindong växer i huvudsak blandskog.
Genomsnittlig årsnederbörd är 2 289 millimeter. Den regnigaste månaden är maj, med i genomsnitt 385 mm nederbörd, och den torraste är oktober, med 57 mm nederbörd.